# Candy Girl
Singles de Mika Nakashima
Over Load
(2009) Nagareboshi
(2009)
Candy Girl est le 29e single de Mika Nakashima sorti sous le label Sony Music Associated Records le 30 septembre 2009 au Japon, en collaboration avec la compagnie de mode SLY. Il atteint la 8e place du classement de l'Oricon. Il se vend à 19 052 exemplaires la première semaine, et il reste 4 semaines dans le classement pour un total de 26 379 exemplaires vendus.
Candy Girl sort en version normal et en édition limitée. L'édition limitée offre un T-shirt avec le message "Wake Up, Travelling Circus is Coming". Il y a 3 éditions limitées avec 3 couleurs différentes pour le T-shirt, ainsi que 3 pochettes différentes. Candy Girl est une chanson au style pop/jazz autour du thème du cirque. Les 2 chansons se trouvent sur l'album STAR.

## Liste des titres
| 1. | Candy Girl                | Ayumi Miyazaki | Hipjoint       | 4:08 |
| 2. | Smiley                    | Mika Nakashima | Atsushi Kimura | 4:47 |
| 3. | Candy Girl (Instrumental) | Ayumi Miyazaki | Hipjoint       | 4:08 |
| 4. | Smiley (Instrumental)     | Mika Nakashima | Atsushi Kimura | 4:43 |